# Nanna tibiella
Nanna tibiella är en tvåvingeart som först beskrevs av Zetterstedt 1838.  Nanna tibiella ingår i släktet Nanna och familjen kolvflugor. Arten är reproducerande i Sverige. Inga underarter finns listade i Catalogue of Life.